# Ricardo Antonio García Mira
Ricardo Antonio García Mira, né le 19 août 1956, est un homme politique espagnol membre du Parti socialiste ouvrier espagnol (PSOE).
Il est élu député de la circonscription de La Corogne lors des élections générales de décembre 2015.

## Biographie

### Profession
Ricardo Antonio García Mira et docteur en psychologie par l'Université de Saint-Jacques-de-Compostelle. Il est professeur titulaire de psychologie sociale et environnementale.

### Carrière politique
Le 20 décembre 2015, il est élu député pour La Corogne au Congrès des députés et réélu en 2016.